# Virtuell egendom
Virtuell egendom (också RWT-Real World Trading) avser föremål, titlar och annat som existerar i en virtuell värld, men som ändå kan tillskrivas ett ekonomiskt värde.
Företeelsen har blivit omfattande i MMORPG-världen, där föremål i spelen byter ägare för stora summor.

## I juridiken
Inom juridiken omnämns virtuell egendom endast i NJA 2011 s. 524, där det framgår att den virtuella egendomens rättsliga status i nuläget är oklart. I dagsläget finns 
tre studentuppsatser vari vissa aspekterna (1) huruvida den går att pantsätta, (2) hur virtuella resurser ska hanteras i allmänhet, samt (3) om svensk rätt bör bortgå från 
fokus på egendomens fysiska form till något annat. Sistnämnde uppsats finns publicerat i Affärsjuridiska uppsatser 2007.